# Equacions d'Einstein-Infeld-Hoffmann
Les equacions de moviment d'Einstein–Infeld–Hoffmann, derivades conjuntament per Albert Einstein, Leopold Infeld i Banesh Hoffmann, són les equacions diferencials que descriuen la dinàmica aproximada d'un sistema de masses puntuals a causa de les seves interaccions gravitatòries mútues, inclosos els efectes relativistes generals. Utilitza una expansió post-newtoniana de primer ordre i, per tant, és vàlida en el límit on les velocitats dels cossos són petites en comparació amb la velocitat de la llum i on els camps gravitatoris que els afecten són corresponentment febles.
Donat un sistema de N cossos, etiquetats per índexs A = 1, ... , N, el vector d'acceleració baricèntric del cos A ve donat per:
{\displaystyle {\begin{aligned}{\vec {a}}_{A}&=\sum _{B\not =A}{\frac {Gm_{B}{\vec {n}}_{BA}}{r_{AB}^{2}}}\\&{}\quad {}+{\frac {1}{c^{2}}}\sum _{B\not =A}{\frac {Gm_{B}{\vec {n}}_{BA}}{r_{AB}^{2}}}\left[v_{A}^{2}+2v_{B}^{2}-4({\vec {v}}_{A}\cdot {\vec {v}}_{B})-{\frac {3}{2}}({\vec {n}}_{AB}\cdot {\vec {v}}_{B})^{2}\right.\\&{}\qquad {}\left.{}-4\sum _{C\not =A}{\frac {Gm_{C}}{r_{AC}}}-\sum _{C\not =B}{\frac {Gm_{C}}{r_{BC}}}+{\frac {1}{2}}(({\vec {x}}_{B}-{\vec {x}}_{A})\cdot {\vec {a}}_{B})\right]\\&{}\quad {}+{\frac {1}{c^{2}}}\sum _{B\not =A}{\frac {Gm_{B}}{r_{AB}^{2}}}\left[{\vec {n}}_{AB}\cdot (4{\vec {v}}_{A}-3{\vec {v}}_{B})\right]({\vec {v}}_{A}-{\vec {v}}_{B})\\&{}\quad {}+{\frac {7}{2c^{2}}}\sum _{B\not =A}{\frac {Gm_{B}{\vec {a}}_{B}}{r_{AB}}}+O(c^{-4})\end{aligned}}}
{\displaystyle {\vec {x}}_{A}} és el vector de posició baricèntrica del cos A
{\displaystyle {\vec {v}}_{A}=d{\vec {x}}_{A}/dt} és el vector velocitat baricèntric del cos A
{\displaystyle {\vec {a}}_{A}=d^{2}{\vec {x}}_{A}/dt^{2}} és el vector d'acceleració baricèntric del cos A
{\displaystyle r_{AB}=|{\vec {x}}_{A}-{\vec {x}}_{B}|} és la distància de coordenades entre els cossos A i B
{\displaystyle {\vec {n}}_{AB}=({\vec {x}}_{A}-{\vec {x}}_{B})/r_{AB}} és el vector unitari que apunta del cos B al cos A
{\displaystyle m_{A}} és la massa del cos A.
{\displaystyle c} és la velocitat de la llum
{\displaystyle G} és la constant gravitatòria
i la notació O gran s'utilitza per indicar que s'han omès termes d'ordre c−4 o més.
Les coordenades utilitzades aquí són harmòniques. El primer terme del costat dret és l'acceleració gravitatòria newtoniana a A ; en el límit com c → ∞, es recupera la llei del moviment de Newton.
L'acceleració d'un cos determinat depèn de les acceleracions de tots els altres cossos. Com que la quantitat del costat esquerre també apareix al costat dret, aquest sistema d'equacions s'ha de resoldre iterativament. A la pràctica, utilitzar l'acceleració newtoniana en lloc de l'acceleració real proporciona una precisió suficient.